# Pseudocymopterus montanus
Pseudocymopterus montanus är en flockblommig växtart som först beskrevs av Asa Gray, och fick sitt nu gällande namn av John Merle Coulter och Joseph Nelson Rose. Pseudocymopterus montanus ingår i släktet Pseudocymopterus och familjen flockblommiga växter. Inga underarter finns listade i Catalogue of Life.

## Bildgalleri

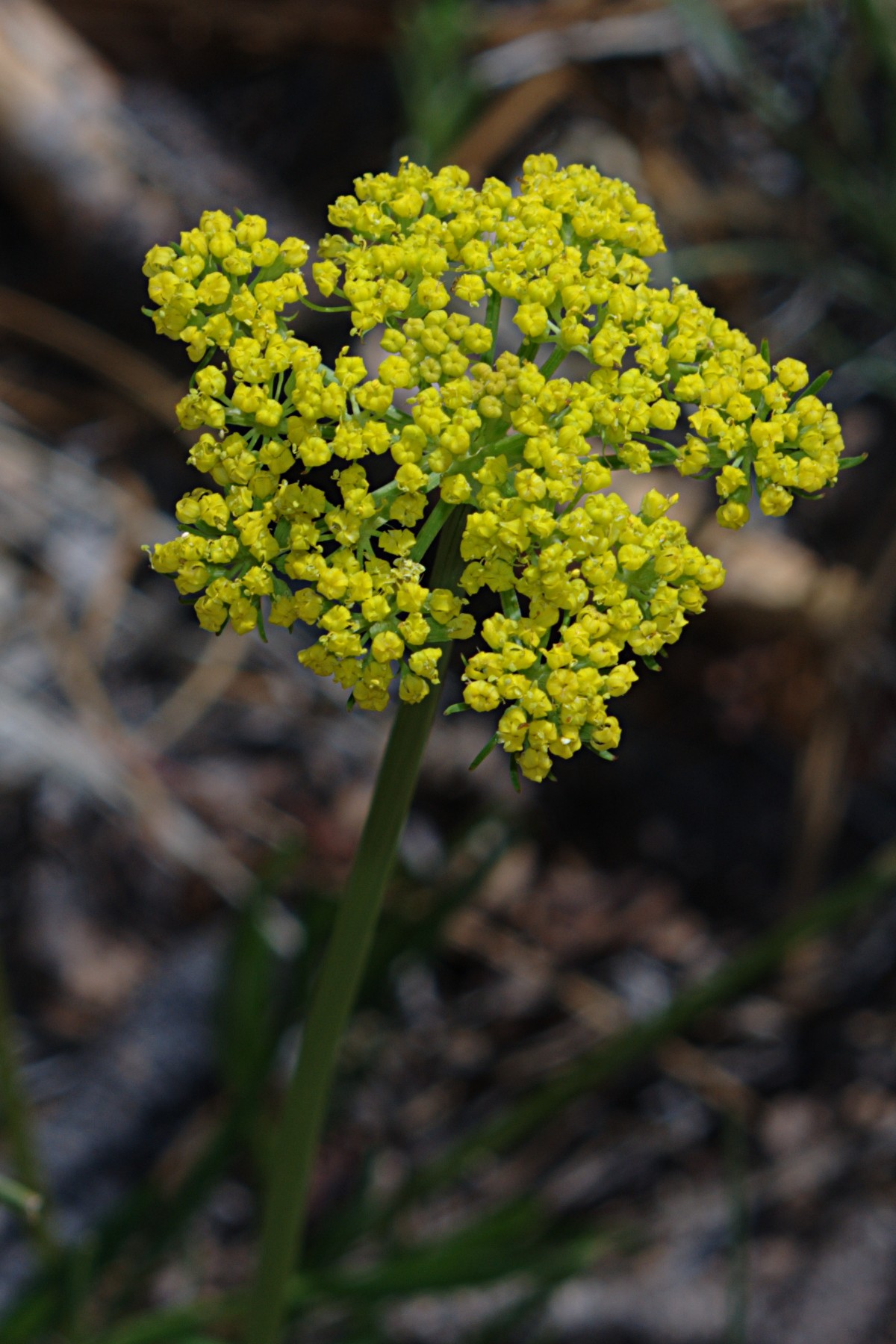